# Hydraena impressicollis
Hydraena impressicollis är en skalbaggsart som beskrevs av Leon Fairmaire 1898. Hydraena impressicollis ingår i släktet Hydraena och familjen vattenbrynsbaggar. Inga underarter finns listade i Catalogue of Life.